# Swaziland
Swaziland (siswati: eSwatini), formellt Konungariket Eswatini och ibland kallat Eswatini (siswati: Umbuso weSwatini, ungefär "Konungariket Swaziernas plats"), är en absolut monarki belägen i södra Afrika. 
Det är regionens minsta stat, saknar kust och gränsar till Moçambique i öst och Sydafrika i norr, väst och syd. 
Landet ligger på sluttningen av den sydafrikanska högplatån, med högst terräng i väst och lägst i öst. Landskapet är varierat och frodigt; Swaziland är rikt på vattenresurser. Betydande jordbruk drivs på självförsörjningsnivå. Landet är knutet till Sydafrika genom en tull- och valutaunion.
Monarkin är en av de äldsta i Afrika. Landet blev 1894 ett protektorat under boerrepubliken Transvaal, och kom under brittisk kontroll 1902. Från 1968 är Swaziland ett självständigt kungadöme. I samband med högtidlighållandet av landets 50 år av självständighet meddelade landets kung Mswati III vid firandet den 19 april 2018 att landet från och med detta datum ska benämnas Eswatini, såsom det även tidigare benämnts på landets språk siswati. Enligt kungen avsåg namnbytet markera det slutliga steget av frigörelse från det koloniala förflutna, i likhet med grannländernas tidigare namnbyten.

## Historia
Omkring 1800 etablerades ett kungarike i området under kungen Sobhuza I. Landet var starkt både militärt och diplomatiskt, och underlade sig stora landområden under kung Mswati II:s regeringstid (1840-1868); det tidigare namnet Swaziland härrör från denne kung. I slutet av 1800-talet var Swaziland omkring dubbelt så stort som i dag, men det stod under hård press både från boerrepubliken Transvaal och från britterna; vid Pretoriakonferensen 1881 erkände britterna både Transvaals och Swazilands självständighet, men omkring hälften av Swazilands landområde övergick till Transvaal, och Swaziland fick sin nuvarande storlek.
Genom fördrag mellan Storbritannien och Transvaal 1894 och 1895 ställdes Swaziland under Transvaals skydd och förvaltning, med bibehållen rätt att styras efter sina egna lagar, men det tillföll åter britterna när de 1902 erövrade Transvaal. 1906 ställdes det genom en förordning under britternas High commissioner för Sydafrika, dock utan att inlemmas i Sydafrikanska unionen när denna bildades 1910. I stället hade landet ställning som ett protektorat, till dess att det 1968 blev självständigt.
Swazierna använder ibland namnet KaNgwane om sitt land, vilket syftar på kung Ngwane III, som var far till kung Mswati I.  Det namnet användes också av apartheidregimen för att definiera den bantustan, som de bildade för områdena väster och norr om Swaziland.
Landet är Afrikas enda kvarvarande stat att styras som absolut monarki. Sedan 1990-talet har bland andra studenter och arbetare krävt politiska reformer och större demokrati. Den största organisationen för motståndet är PUDEMO som har stöd från bland annat fackföreningsrörelsen i Sydafrika.
Vid självständighetsjubileet 19 april 2018 utropade kung Mswati III att landets namn därefter ska vara eSwatini.

## Geografi

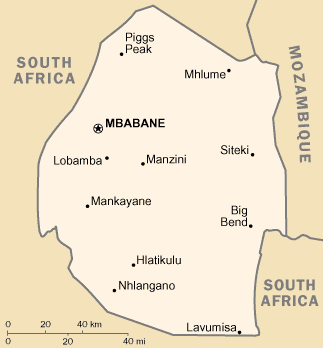
Swaziland

### Topografi

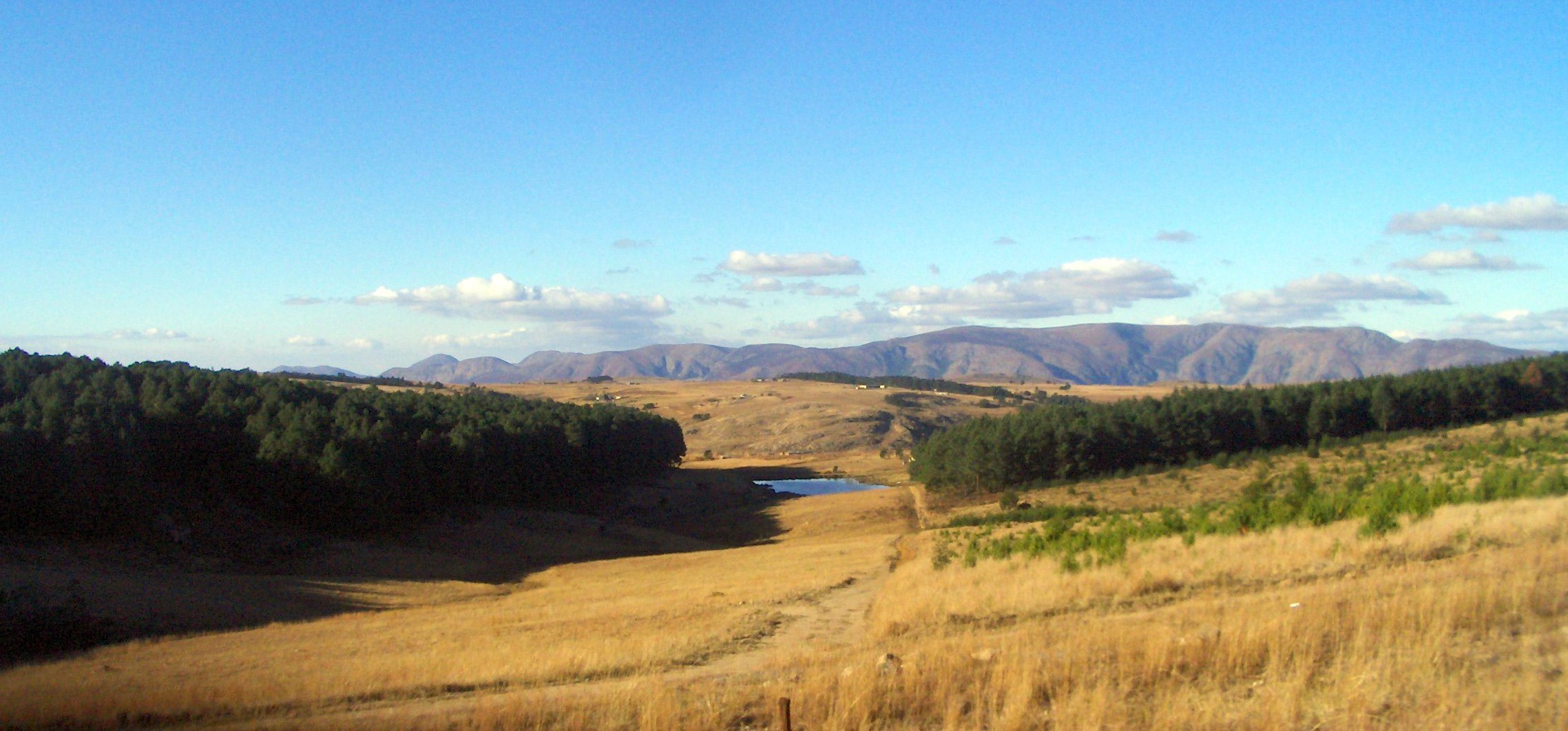
Landskap i Swaziland

Swaziland ligger på den sydafrikanska högplatåns sluttning och har flera höjdzoner som går i nord-sydlig riktning: I väst ligger Highveld (1 100-1 800 meter över havet), med Drakensberg och landets högsta berg Emlembe (1 862 meter över havet) längst i nordväst; längre österut ligger övergångszonen Middleveld (350-1 000 meter över havet) och det lägre Lowveld (150–300 meter över havet). Allra längst österut, mot gränsen till Moçambique, ligger Lebombobergen, med toppar på upp till 800 meter över havet. Berggrunden består framför allt av vulkaniska bergarter, men Lowveld består mestadels av sandsten.  De viktigaste floderna är Komati, Usutu, Mbuluzi och Ngwavuma, som alla flyter i östlig riktning, genom djupa klyftor. Floderna används till konstbevattning och vattenkraft. Landets lägsta punkt är Usutus dalgång, som ligger 21 meter över havet.

### Klimat
Bergen ger landet stora skillnader i temperatur och nederbörd. Klimatet är tempererat, till viss del subtropiskt, med medeltemperaturer på 20-25 °C i januari-februari, 10-15 °C i juli, av och till med frost i bergen. Nederbörden har sommarmaximum (november-mars). Årsnederbörden är runt 500–600 mm i lägre områden, 1 000-2 250 mm i högre områden.
Svåra torrperioder förekommer och 2002 behövde mer än en fjärdedel av befolkningen nödhjälp i form av matleveranser.

### Växt- och djurliv

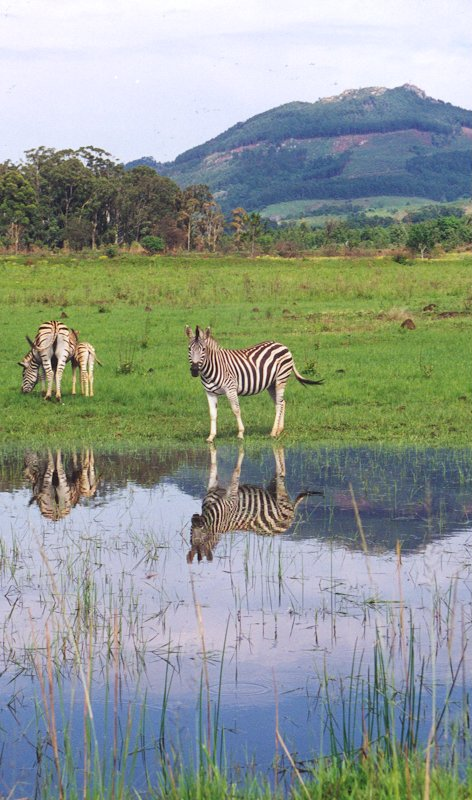
Zebror i Swaziland

Vegetationen är subtropisk skog och savann. Över 2 600 arter ormbunksväxter och högre växtarter har registrerats, bland annat Aloe-arter, Gladiolus-, Begonia-, munkhätte- och orkidé-arter, och dessutom många arter i ljungfamiljen, särskilt i släktet Erica.
Många av de stora däggdjuren har försvunnit eller minskat i antal på grund av jakt och jordbruk. Strax under 50 arter finns kvar, bland annat zebra, strimmig gnu, och några mindre antiloper. Lejon och en sydlig art av savannbabian, svartfotbabianen, är sällsynta. Flodhäst och krokodiler finns i några floder. Fågellivet är rikt, med mer än 550 observerade arter. De 50 rovfåglarna omfattar bland annat flod-, gycklar- och klippörn, afrikansk klätterhök och större sparvhök, brun glada, slag- och pilgrimsfalk. Andra karakteristiska familjer är hägrar, storkar, ibisfåglar, gökar, kungsfiskare, biätare, näshornsfåglar och vävare. Kräldjursfaunan omfattar mer än 100 arter.

### Miljöproblem

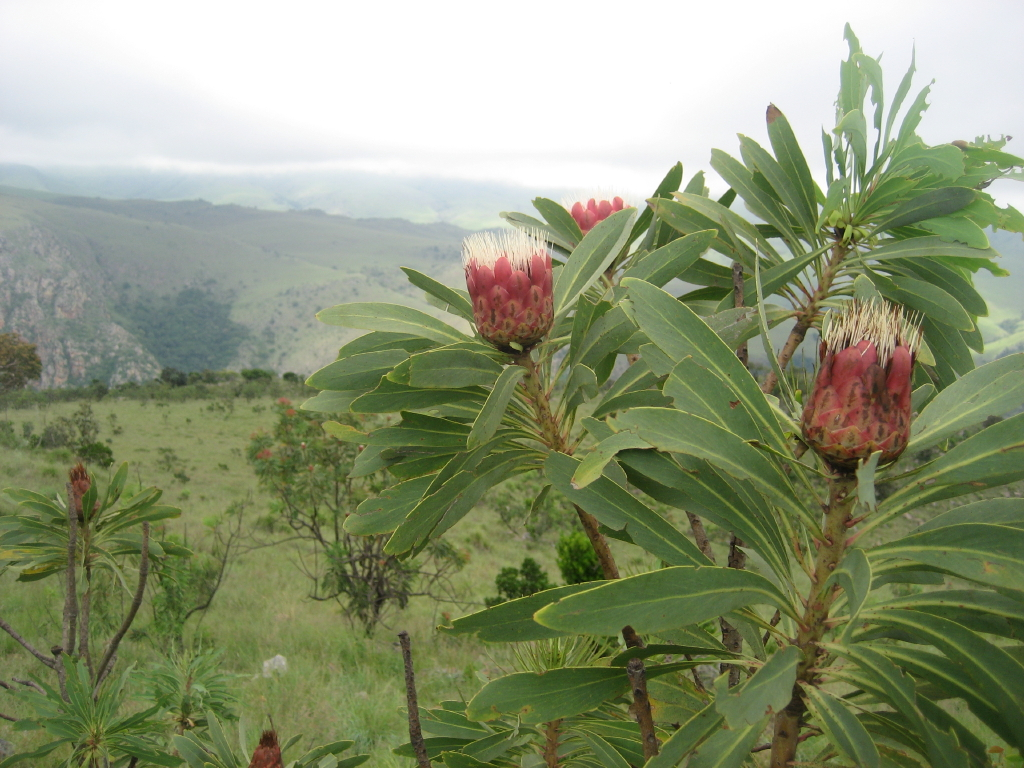
Protea caffra i naturreservatet Malalotja i Swaziland.

Några av Swazilands miljöproblem är jorderosion och begränsad tillgång på färskvatten. Överbetning är ett annat problem. En del vilda djur jagas i alltför stor omfattning.

## Styre och politik

### Författning och styre
Landet styrs enväldigt av kungen som utser sina statsråd. Statsrådens roll är att vara just statsråd, det vill säga professionella rådgivare på sina områden. Parlamentet består av den övre kammaren, senaten, och den undre, nationalförsamlingen. I senaten sitter 30 ledamöter, varav 20 väljs av statschefen. De andra 10 utses av nationalförsamlingen. I nationalförsamlingen sitter det 68 personer, varav 10 väljs av statschefen; de övriga väljs genom lokala personval från varje ort. Personer som ställer upp i valet måste ha blivit nominerande av den lokala hövdingen, vilken ofta är en trogen anhängare till kungen. Detta leder till att de flesta som väljs in är konservativa. Politiska partier är fortfarande förbjudna och missnöjet med den gällande ordningen är omfattande bland studenter, fackföreningar och många politiker i exil. Sedan 2011 har flera demonstrationer mot makteliten hållits , ofta kring den 12 april, som markerar årsdagen då kung Sobhuza II 1973 suspenderade den konstitution som antogs när landet återfick sin självständighet.
Följande organisationer anser sig verka som politiska partier:
- Afrikanska Förenade demokratiska partiet
- Imbokodvo Nationella rörelsen
- Ngwanes Nationella befrielsekongress
- Folkets Förenade demokratirörelse

### Administrativ indelning

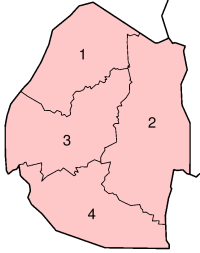
Numrerad karta över Swazilands 4 distrikt.

Swaziland är indelat i fyra distrikt, lett av var sin landshövding som utses av kungen:
1. Hhohho
2. Lubombo
3. Manzini
4. Shiselweni

Därunder finns 77 lokala enheter: 12 kommuner (större orter) och  55 tinkhundla (hövdingaråd på landsbygden).

### Rättsväsen
Rättsväsendet i Swaziland baseras på nederländsk rättstradition (Roman-Dutch Law), som hämtats från Transvaal, brittisk rätt, inhemsk sedvanerätt och nyare lagstiftning. Landet har tre rättsliga instanser, varav den högsta sedan 2005 är Supreme Court. Särskilda domstolar finns för den inhemska sedvanerätten. Dödsstraff kan enligt lagstiftningen utdömas för särskilt grova brott, men anses i praktiken vara avskaffat sedan 1983.

## Ekonomi och infrastruktur
Inkomstskillnaderna mellan fattiga och rika var betydande år 2006, och de extremt fattiga var många; 69 % av befolkningen levde under fattigdomsgränsen. År 2022 kvarstod stora skillnader i inkomst, två tredjedelar beräknades fortfarande leva under den nationella fattigdomsgränsen även om andelen extremt fattiga minskat, var siffran hög, runt 40 %.

### Näringsliv
| Sektor   | Andel av BNP  | Andel av arbetskraften |
| -------- | ------------- | ---------------------- |
| Jordbruk | 6,5 % (2017)  | 10,7 %% (2014)         |
| Industri | 45 % (2017)   | 30,4 % (2014)          |
| Service  | 48,6 % (2017) | 58,9 % (2014)          |

#### Jord-, skogsbruk och fiske

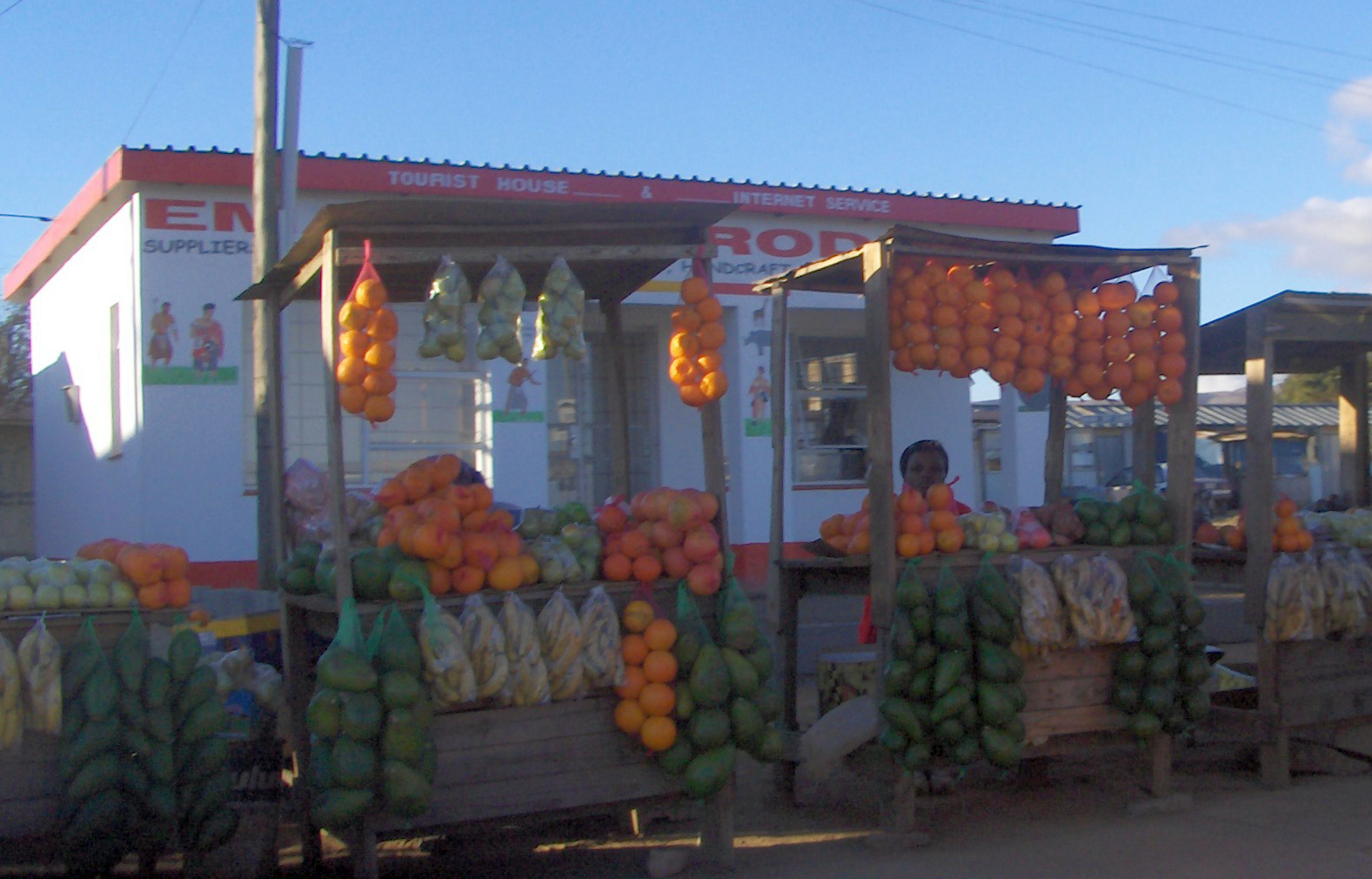
Fruktstånd i Swaziland

I synnerhet på grund av sysselsättningen, men också på grund av export och leverans av råvaror till industrin, är jord- och skogsbruk fortsatt en viktig del av Swazilands ekonomi – även om näringens bidrag till BNI har sjunkit. En tiondel av befolkningen arbetar inom sektorn, som består både av stordrift på plantager och av småbruk. På de större plantagerna odlas särskilt sockerrör, majs, ananas, citrusfrukter och bomull för export.
Swaziland var år 2010 fastlands-Afrikas näst största exportör av socker. Plantagedriften använde i stor utsträckning konstbevattning, särskilt i de torra områdena i Middleveld och Lowveld. På landsbygden var jordbruket i stor utsträckning för egen konsumtion, med odling framför allt av majs och bomull. Swaziland hade också ett stort boskapsbestånd, som var en miljöbelastning på grund av överbetning. Fryst och konserverat kött exporterades bland annat till EU.
Landet drabbas då och då av torka, som inte minst slår hårt mot de delar av jordbruket som inte konstbevattnas. En stor del av den jordareal som brukas av småbönder ägs av kungahuset.
Omkring 6 % av Swaziland var år 2010 täckt av skog och skogsbruket var av stor betydelse för tillverkning av pappersmassa, som näst efter socker var landets viktigaste exportprodukt.

#### Energi och råvaror
Swaziland är rikt på naturtillgångar, bland annat finns i landet asbest, kol, vattenkraft och skog, samt små mängder guld och diamant. Gruvdriften har varit en viktig del av landets ekonomi, men betydelsen minskade något under decennierna fram till år 2010. Detta berodde bland annat på att exporten av den viktigaste produkten, asbest, minskade kraftigt, utvinningen av järnmalm upphörde och utvinningen av guld minskade. Dessutom stängde diamantgruvan Dokolwako år 1996. Swaziland har stora förekomster av järnmalm och kol, varav det sistnämnda hade störst ekonomisk potential år 2010.
Landets energibehov täcktes samma år i viss utsträckning av inhemsk produktion, men mest genom att elektricitet importerades från Sydafrika. Den installerade kapaciteten var år 2010 cirka 50 MW.

#### Industri
Swaziland var år 2010 ett av Afrikas mest industrialiserade länder. Sektorn upplevde en betydlig tillväxt från mitten av 1980-talet, väsentligen som en följd av sanktionerna mot Sydafrika. Sanktionerna gjorde att flytt till Swaziland, liksom nyinvesteringar i landet, främjades. Industrin var i huvudsak baserad på förädling av råvaror från jord- och skogsbruk samt gruvdrift. Det producerades bland annat konserverad frukt och kött, samt andra livsmedel, papper, möbler, textiler, metallvaror och glas. Huvuddelen av produktionen ägde rum i industriområdet Matsapha utanför huvudstaden.

### Handel
Swaziland hade en negativ handelsbalans med utlandet år 2010. Landet var då  beroende av Sydafrika genom handeln, både för att Sydafrikas största handelspartner var Swaziland och för att handeln dominerade det regionala handelssamarbetet. Mer än 90 % av importen kom från Sydafrika och 60 % av exporten gick dit. De viktigaste exportvarorna var socker och pappersmassa. Tidigare var asbest en viktig exportvara.

### Infrastruktur

#### Transporter
Swazilands järnväg är utvecklad för frakt av landets import och export. Det finns förbindelse med hamnarna i Richard's Bay och Durban i Sydafrika, och med Maputo i Moçambique. Linjen som förbinder de nordliga sydafrikanska provinserna Limpopo och Mpumalanga med KwaZulu-Natal i syd går genom Swaziland, och är integrerad i det sydafrikanska järnvägsnätet. Det finns en internationell flygplats vid Matsapha utanför Manzini.
Motorvägen MR3 är den enda motorvägen i landet. Motorvägen går från den nord-sydafrikanska gränsen till staden Manzini.

#### Internet
År 2017 hade cirka en tredjedel av landets befolkning tillgång till internet.

#### Utbildning och forskning
Skolgång är obligatorisk och gratis, med några mindre undantag. År 2022 började nästan alla barn grundskolan vilket kan jämföras med år 2002 då 75 % av barnen började skolan. Grundskolan är sjuårig, och barnen börjar skolan vid sex års ålder. Efter grundskolan följer en femårig högre skola (tre år i "mellanskola" och två år i sekundärskola). Högre utbildning bedrivs vid University of Swaziland.
Enligt Unesco var år 2015 läs- och skrivkunnigheten hos personer 15 år och äldre 87,47 %. För kvinnor var läs- och skrivkunnigheten 87,5 % och för män 87,44 %.

## Befolkning

### Demografi
Befolkningstillväxten år 2016 var 1,1 % och könsfördelningen var jämn mellan män och kvinnor. Befolkningens medianålder år 2016 var 21,4 år där männens medianålder var något lägre än kvinnornas, 21,2 år respektive 21,7 år.

#### Större städer
Huvudstaden Mbabane är landets största stad med 68 000 invånare (2018).

#### Urbanisering
Närmare hälften av befolkningen är koncentrerad i det fruktbara Middleveld, medan det torra Lowveld har liten befolkning. 24,6 % av invånarna var bosatta i urbana områden år 2022.

#### Minoriteter
97 % av befolkningen är afrikaner och majoriteten av befolkningen tillhör swazifolket. Européer utgör 3 %.

#### Migration
År 2016 var nettomigrationen 0,0 det vill säga lika många flyttade in till landet som lämnade det.

### Språk
Landet har två officiella språk, engelska och swazi (siSwati), ett bantuspråk som tillhör niger-kongospråken. Mindre grupper talar andra bantuspråk som tsonga (thonga) och zulu.

### Religion
Cirka 90 % av befolkningen är kristen och fördelas på ett flertal olika samfund. 40 % av befolkningen är zionister (en inhemsk riktning inom kristendomen, ibland med inslag av synkretism), 30 % tillhör något annat samfund, som anglikanism, metodism, mormonism och Jehovas vittnen medan 20 % är katoliker. Cirka 2 % är muslimer och 8 % beräknas tillhöra övriga religioner såsom baha'i, buddhism, hinduism, judendom samt inhemska afrikanska religioner.
De flesta stora kristna trossamfund tillhör något av följande fyra ekumeniska råd:
- Eswatini Conference of Churches
- Council of Swaziland Churches
- League of African Churches
- Swaziland Christian Churches United in Christ (SCCUC)

### Hälsa
| Hiv och aids             | 2015    | 2020      |
| ------------------------ | ------- | --------- |
| Andel av befolkningen    | 28,8 %  | 26,8 % ▼  |
| Antal                    | 218 600 | 200 000 ▼ |
| Dödsfall per år          | 3 800   | 2 400 ▼   |
| Fetma                    | 2014    | 2016      |
| Andel av befolkningen    | 14,8 %  | 16,5 % ▲  |
| Undervikt hos barn <5 år | 2014    | -         |
| Andel av befolkningen    | 5,8 %   | -         |

Mödradödligheten år 2015 uppgick till 389 dödsfall per 100 000 födslar.

### Övrig befolkningsdata
Den senaste folkräkningen hölls den 11 mars 2007 och då uppgick den faktiskt befintliga befolkningen i Swaziland (de facto) till 844 223 invånare, varav 405 868 män och 438 355 kvinnor. Folkräkningar hade tidigare hållits 1997, 1986, 1976, 1966 och 1956. Den formellt folkbokförda (de jure) befolkningen i Swaziland uppgick till 1 018 449 invånare i folkräkningen 2007, varav 481 428 män och 537 021 kvinnor. Invånartalet i Swaziland uppskattades i juli 2020 av The World Factbook till 1 104 479 invånare, medan Förenta nationerna uppskattade befolkningen 1 juli 2016 till 1 304 000.

## Kultur

### Massmedier
Statens kontroll över media är stark, och regeringen kontrollerar all radio- och tv-verksamhet, med undantag av en kristen radiostation. Yttrandefriheten är starkt begränsad, och en av dagstidningarna, som är privat, innehåller därför i stort sett endast trivia, underhållning och sport. Kritik av kungen får inte förekomma.
Det finns tre dagstidningar, The Guardian of Swaziland, The Times of Swaziland och Swazi Observer, och de hade i början av 2000-talet en samlad upplaga på omkring 30 000. Flera av tidningarna har i perioder stoppats av staten.
Det statsägda Swaziland Broadcasting Service har sändningar huvudsakligen på siswati, och till viss del även på engelska. Det statliga tv-bolaget har haft tv-sändningar på engelska sedan 1978. Det privata Swaziland Commercial Radio med högkvarter i Sydafrika sänder på engelska och portugisiska i hela södra Afrika.

## Internationella rankningar
| Organisation                                | Undersökning                   | Rankning   |
| ------------------------------------------- | ------------------------------ | ---------- |
| Heritage Foundation/The Wall Street Journal | Index of Economic Freedom 2019 | 132 av 180 |
| Reportrar utan gränser                      | Pressfrihetsindex 2019         | 147 av 180 |
| Transparency International                  | Korruptionsindex 2018          | 89 av 180  |
| FN:s utvecklingsprogram                     | Human Development Index 2018   | 138 av 189 |